# Dicranomyia (Melanolimonia) nycteris
Dicranomyia (Melanolimonia) nycteris is een tweevleugelige uit de familie steltmuggen (Limoniidae). De soort komt voor in het Nearctisch gebied.